# Korskyrkan, Karlstad
Korskyrkan är en frikyrka i Hagaområdet i Karlstad. Kyrkan har idag cirka 400 medlemmar och är ansluten till Evangeliska frikyrkan (före detta Nybygget). Föreståndare är sedan 1997 Anders Nordström.